# Joss Williams
Joss Williams (Taplow, 1960 – 2020) è stato un effettista britannico.

## Biografia
Iniziò la sua carriera nel cinema come operaio nel reparto degli effetti speciali nel 1976 sul set olandese del film di Richard Attenborough Quell'ultimo ponte. Successivamente lavorò come tecnico degli effetti speciali e tecnico senior degli effetti speciali. Nel 1989 fu ingaggiato per la prima volta come supervisore agli effetti speciali per Blake Edwards nel film Il figlio della Pantera Rosa. In quel periodo fondò la Darkside FX presso i Pinewood Studios.
Lavorò anche per la televisione: sua la supervisione per la miniserie TV The Pacific, per la quale ricevette un Emmy nel 2002.
Nel 2012 gli venne assegnato l'Oscar ai migliori effetti speciali per il film Hugo Cabret di Martin Scorsese, premio condiviso con Robert Legato, Ben Grossman e Alex Henning